# Gustav Zimmer
Gustav Zimmer (* 15. Oktober 1875; † nach 1920) war ein deutscher Marineoffizier, zuletzt Kapitän zur See der Reichsmarine.

## Leben
Gustav Zimmer trat am 2. April 1895 in die Kaiserliche Marine ein. Am 19. Oktober 1912 wurde er zum Korvettenkapitän befördert.
Später wurde er Kommandant der Möwe. Für 1914 war eine Fahrt der Möwe in den Indischen Ozean zur Tiefseeforschung geplant, die aber aufgrund des Ersten Weltkrieges nicht mehr stattfand. Das unbewaffnete Vermessungsschiff unter dem Korvettenkapitän Zimmer unterstellte sich daraufhin der Schutztruppe für Deutsch-Ostafrika. Die Möwe blieb in Daressalam, um die Versorgung der ausgelaufenen Königsberg zu sichern, wurde aber durch die anrückenden britischen Kräfte im Hafen gestellt. Am 8. August 1914 wurde daher das Schiff auf Befehl Zimmers hin von der eigenen Besatzung versenkt. Die Artillerie des Schiffes wurde vorher demontiert und die Mannschaft in die Schutztruppe für Deutsch-Ostafrika unter Oberstleutnant Paul von Lettow-Vorbeck übernommen. Zimmer wurde zeitgleich zur Führung der sogenannten „Abteilung Möwe“ Marinebefehlshaber am Tanganjikasee und Kiwusee. Er hatte damit die Aufgabe, die Verteidigung der kolonialen Westgrenze und des Hafens sicherzustellen. Die Seeflotte, welche ihm unterstellt war, bestand aus der Goetzen, der Hedwig von Wissmann und der Kingani. Zusätzlich sollte er den Bau der Goetzen überwachen, welcher aber trotz seiner wiederholten Interventionen noch bis Februar 1915 andauerte.
Auf dem Kiwusee konnten Erfolge verzeichnet werden, indem das einzige armierte deutsche Motorboot auf dem See die beiden belgischen Boote erbeuten konnte.
Am 12. August 1914 wurden drei der ausgebauten Revolverkanonen Kaliber 3,7 cm der Möwe auf der Hedwig von Wissmann montiert. Nunmehr zum Kanonenboot umgerüstet, beschädigte die Hedwig von Wissmann unter Befehl von Zimmer am 23. August 1914 die belgische Alexandre Delcommune bei einem Seegefecht vor Mpala schwer.
Als Marinebefehlshaber am Tanganjikasee schrieb er am 20. August 1915 seine Erkenntnisse zu der Probefahrt der Goetzen an den Gouverneur Heinrich Schnee:
- unzureichender Tiefgang („Das Schiff rollte deshalb sehr stark“)
- zu wenig Trimmmöglichkeiten
- zu wenige und zu schwache Schotten
- Maschinen zu schwach und verursachen starke Vibrationen
- Steuereinrichtung sehr störanfällig
- Schornsteinzug reicht bei Holzfeuerung nicht aus[8]

In der Folge befahl Zimmer, die Bordkanone der Goetzen durch eine Attrappe zu ersetzen, damit das Geschütz anderweitig verwendet werden könnte. Als die deutschen Truppen auf ihrem Rückzug Kigoma aufgeben mussten, wurde die Goetzen versenkt. Vorher wurden vor dem Öffnen der Seeventile die wichtigsten Teile dick mit Fett eingeschmiert und das Schiff am 26. Juli 1916 in einer Wassertiefe von rund 20 Metern nahe dem Ufer in der Katabe Bay versenkt.
Nachdem im Oktober 1915 die vorher bereits durch deutsche Angriffe beschädigte Alexandre Delcommune versenkt worden war, erfuhr Zimmer Ende November 1915, dass das belgische Schiff durch ein neues Schiff, die Baron Dhanis, ersetzt werden sollte. Um den Liegeplatz auszumachen, schickte er die Hedwig von Wissmann und die Kingani aus. In der ersten Erkundung konnte der Schiffsbauplatz nicht ausgemacht werden, sodass Zimmer später die Hedwig von Wissmann allein aussandte, die dann auch in Gefechte mit den belgischen Kräften involviert wurde. Die Situation auf dem See wurde für die deutschen Kräfte immer ungünstiger. Insgesamt konnte Zimmer mit den Schiffen und der ehemaligen Besatzung der Möwe, der später selbst versenkten Königsberg und von Schiffen der Deutschen Ost-Afrika-Linie, wie der Blockadebrecher Marie und Rubens, für über ein Jahr den See verteidigen.
Die ehemalige Mannschaft der Möwe wurde von der Schiffsversenkung im August 1914 bis 1916 hauptsächlich am Tanganjikasee als sogenannte „Abteilung Möwe“ eingesetzt, wo sie bis zur alliierten Offensive mit einer kleinen Flotte von nachträglich bewaffneten Seedampfern die stärkste Kraft auf dem See war. Die „Abteilung Möwe“ wurde bis zur Auflösung durch ihn geführt, im Juli 1916 aus Kigoma abgezogen und im September 1916 in Tabora aufgelöst und auf andere Einheiten der Schutztruppe verteilt.
Im April/Mai 1917 war Zimmer im Stabe von Paul von Lettow-Vorbeck. Anschließend war er Kommandant eines Gefangenenlagers. Im November 1917 wurde er schwer erkrankt an die Briten übergeben und war bis Kriegsende in britischer Kriegsgefangenschaft.
Nach Kriegsende und seiner Rückkehr nach Deutschland wurde er in die Reichsmarine übernommen und hier am 29. November 1919 mit dem Charakter als Fregattenkapitän ausgezeichnet. Am 8. März 1920 wurde er Kapitän zur See und am 10. September des gleichen Jahres aus der Marine verabschiedet.
Er schrieb das Kapitel Die „Möwe“-Abteilung auf dem Tanganjikasee im 1922 erschienenen Werk Auf See unbesiegt von Eberhard von Mantey.